# Marija Fëdorovna Nagaja
Marija Fëdorovna Nagaja (in russo Мария Фёдоровна Нагая?; 8 febbraio 1553 – 1611 o 1612) è stata l'ultima moglie dello zar Ivan IV di Russia, figlia dell'Okol'ničij Fëdor Fëdorovič Nagoj.

## Biografia
Marija era la figlia dell'Okol'ničij Fëdor Fëdorovič Nagoj. Suo zio Afanasij Nagoj era ambasciatore nel Khanato di Crimea, diplomatico e stretto collaboratore dello zar , e apparentemente contribuì al matrimonio di Marija con Ivan IV.

## Matrimonio
Nel 1580 sposò Ivan IV, diventandone l'ottava moglie, e nel 1582 gli diede un figlio, Dmitrij. Nel 1582 la regina Elisabetta d'Inghilterra propose allo zar di sposare la sua parente Mary Hastings e di divorziare da Marija, ma questi piani non arrivarono mai a buon fine. Marija non era favorita da suo marito e solo la nascita di un figlio la risparmiò dall'esilio dalla corte. Più tardi, il nuovo zar Fëdor I proibì al clero di ricordare il nome del suo fratellastro Dmitrij durante i servizi religiosi per il fatto che essendo nato dall'ottaavo matrimonio era considerato illegittimo.
Dopo la morte di Ivan il Terribile, nel 1584, a Marija non fu concessa alcuna proprietà dalle volontà del defunto zar, che però lasciarono delle rendite al figlio, a cui fu concessa la città di Uglič. Sia Marija che Dmitrij furono posti sotto la tutela dei boiardi. Boris Godunov, reggente de facto per il nuovo zar concesse a Marija un assegno, ma la costrinse a lasciare la corte con suo figlio ed i suoi parenti per andare ad Uglič.
Nel 1591, il figlio Dmitrij morì a Uglič, ufficialmente a causa di un attacco epilettico. Una commissione fu istituita da Godunov per indagare su questa morte: Marija e i suoi fratelli sostennero la voce che Dmitrij fosse morto a causa di un complotto politico ordito da Godunov e sostenne una rivolta contro di lui ed i suoi sostenitori. Marija ed i suoi parenti furono chiamati a Mosca, dove furono accusati di "negligenza criminale" e, di conseguenza, i parenti furono incarcerati, mentre lei fu costretta farsi monaca nel monastero di Beloozero.
Nel 1604, sorsero voci secondo cui Marija avrebbe incontrato il primo Falso Dmitri, che si spacciava per suo figlio: fu convocata dallo zar Boris Godunov, che la interrogò, ma ella negò di aver incontrato il falso Dmitrij e fu rimandata al convento. Nel 1605, dopo l'ascesa al trono del falso Dmitrij, Marija lo legittimò, identificandolo come suo figlio. Tutti i membri della sua famiglia furono liberati, reintegrati nei loro incarichi e si riappropriarono delle loro proprietà confiscate.
Nel 1606, il Falso Dmitrij fece esumare il corpo del vero Dmitrij nella speranza di dimostrare che era quello di un altro: questo atto, tuttavia, offese Marija, ne rinnegò il riconoscimento come suo figlio con il sostegno dei boiardi, minando così la sua legittimità come zar.
Il 3 luglio 1606 accolse a Mosca le spoglie giunte da Uglič dello zarevic Dmitrij, che fu proclamato santo.

## Morte
La data della sua morte è controversa. Sulla sua lapide conservata al Cremlino di Mosca è indicato il 1611, ma si ipotizza come altra data il 1612.